# François Boucher
François Boucher (n. 29 septembrie 1703, Paris - d. 30 mai 1770, Paris) a fost un pictor francez, reprezentant al stilului rococo, portretist remarcabil,  renumit pentru picturile sale idilice și senzuale, cu tematică bucolică sau alegorică. Reflectare fidelă a vieții de curte a Franței din timpul domniei regelui Ludovic al XV-lea, opera lui exprimă gusturile societății, atmosfera și stilul de viață al unei epoci dominate de hedonism și erotism. Talentul multilateral al artistului transpare din opere dintre cele mai variate. Boucher a fost un creator de scene pastorale, a realizat un număr mare de peisaje, scene de viață, portrete și tablouri cu tematică mitologică, a proiectat tapiserii, decoruri de teatrale și figurine de porțelan. Provenind dintr-un mediu social modest, Boucher a reușit să facă o carieră extraordinară: a lucrat pentru regele Ludovic al XV-lea, pentru metresa acestuia, marchiza de Pompadour, pentru manufacturile regale, pentru curțile regale ale altor țări, pentru colecționari particulari, tablourile sale fiind primite cu entuziasm de public și de critici.

## Viața și Opera
Părinții lui François Boucher, născut la Paris în ziua de 29 septembrie 1703, au fost Nicolas Boucher - pictor la academia Saint-Luc și proiectant de modele pentru broderii - și Elisabeth Lemesle. 
În anul 1720 începe să lucreze în atelierul lui François Lemoine (1688-1737), personalitate proeminentă a școlii franceze de pictură a acelor timpuri. Pe 28 august 1723, artistul, în vârstă de numai douăzeci de ani, obține premiul întâi al Academiei de Pictură și Sculptură din Paris, dar - din motive necunoscute - nu primește bursa care li se oferea în general laureaților pentru continuarea studiilor la Roma. În următorii cinci ani va lucra pentru diverși clienți, executând desene și gravuri după operele marilor maeștri. Printre altele realizează un număr de 119 acquaforte după lucrările lui Antoine Watteau. Această experiență va marca dezvoltarea propriului stil artistic.
În primăvara anului 1728, Boucher pleacă în Italia. La Roma lucrează în cadrul Academiei Franceze, al cărei director este pictorul Nicolas Vleughels. La începutul anului 1731 se află din nou în capitala Franței și se consacră mai ales gravurii și desenului. În anul 1735 execută desene pentru un număr de treizeci și trei de gravuri menite să ilustreze o nouă ediție a operelor lui Molière. La solicitarea avocatului Derbais, realizează câteva compoziții de format mare, printre care primul său tablou cu semnătură - Venus și Vulcan. 

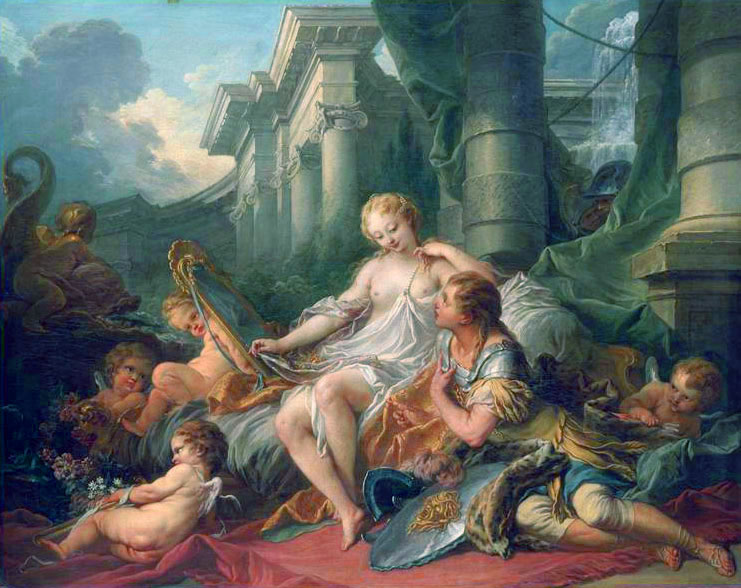
Rinaldo şi Armida, 1734 - Musée du Louvre, Paris

La 21 aprilie 1733 se căsătorește cu Marie-Jeanne Buseau, cu care va avea trei copii.
În anul 1734, Boucher repurtează primele succese cu adevărat importante. La 30 ianuarie a prezentat juriului tabloul Rinaldo și Armida și a fost primit în Academie ca pictor de scene istorice, gen considerat de cea mai prestigioasă categorie. În același an conducerea și administrarea manufacturilor de postavuri din Beauvais este preluată de pictorul Jean-Baptiste Oudry (1686-1755). La propunerea acestuia, Boucher va picta mai multe proiecte de tapiserii și "goblenuri" cu  scene variate. Între anii 1735-1745, la atelierele din Beauvais, se vor realiza trei cicluri după proiectele artistului: unul intitulat Jocuri italiene, cel de-al doilea este bazat pe modele chinezești, iar cel de-al treilea inspirat din legende privind personajul mitologic, Psyché. Aceste țesături se numără printre cele mai frumoase "goblenuri" din secolul al XVIII-lea, atât sub aspectul bogăției elementelor, cât și al tonalităților cromatice sau al ritmului plin de efect al formelor compuse din mii de detalii.
În calitate de membru al Academiei, Boucher primește prima sa comandă oficială din partea curții regale: trebuie să realizeze o pictură "en camaïeu" (pictură monocromatică imitând basorelieful), care să înfățișeze cele patru Virtuți, pentru plafonul camerei reginei Maria Leszczynska din palatul de la Versailles. Își expune în mod regulat lucrările la expozițiile anuale de la Salonul Parizian, prezentându-și și desenele și gravurile, fapt care va contribui la creșterea prestigiului acestor genuri artistice. 
În anii 1738-1739, împreună cu alți pictori, precum Carle Vanloo (1705-1765), Charles Natoire (1700-1777), Jean Restout (1692-1768) și Pierre-Charles Trémolière (1703-1739), participă la lucrările de decorare a palatului prințului de Soubise. Pictează multe scene mitologice, un peisaj și primele sale scene pastorale: Păstorul curtenitor și Păstorul fidel. La această tematică bucolică va reveni în repetate rânduri, făcând din ea un stil aparte, în care excelează.

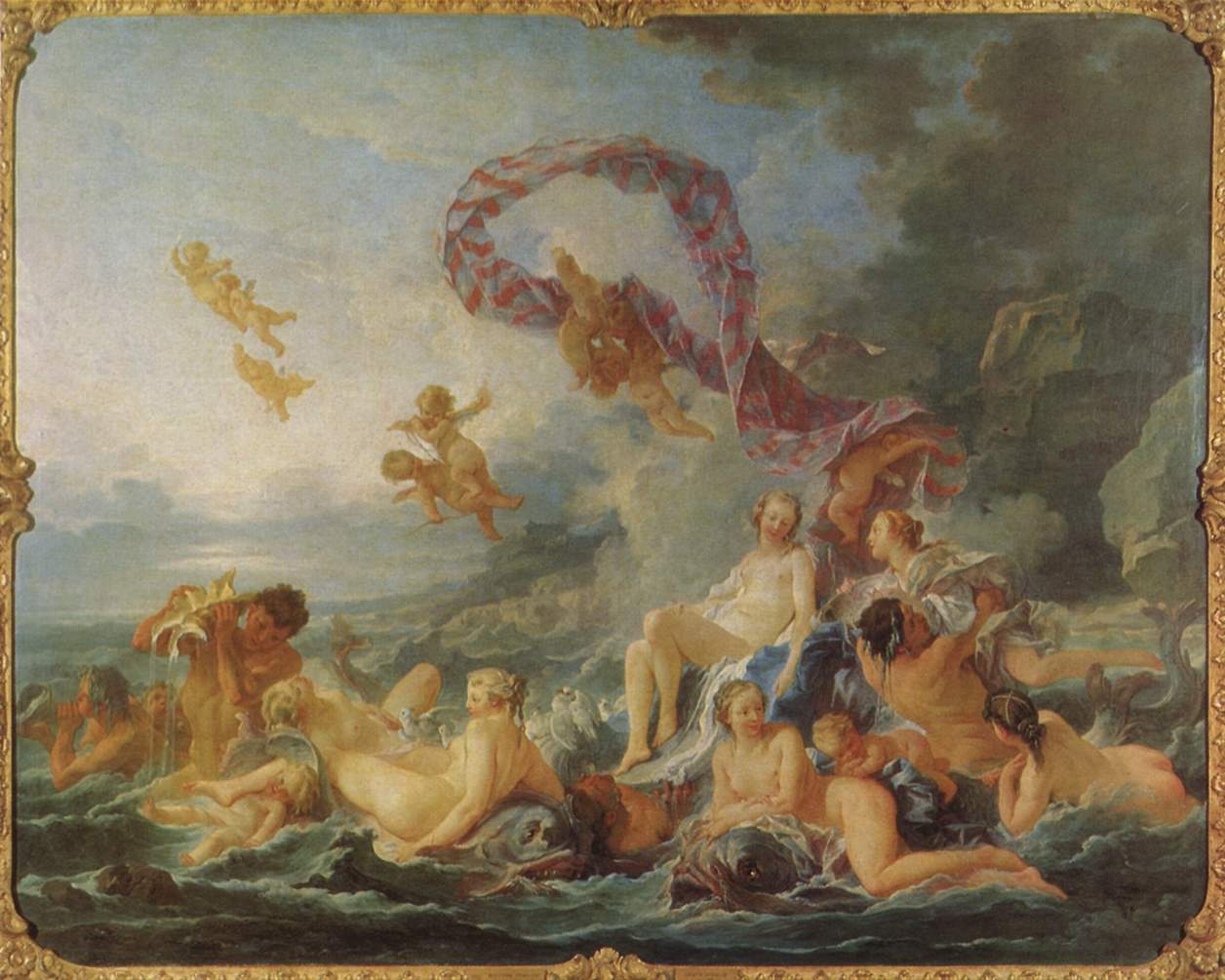
Triumful lui Venus, 1740. Nationalmuseum Stockholm

Pe 3 august 1739 primește vizita contelui Carl Gustav Tessin, ambasadorul Suediei în Franța. Acesta vine însoțit de pictorul Gustav Lundberg (1695-1786), care - în 1742 - va picta portretul lui Boucher. În numele principesei Luiza Ulrika, ambasadorul comandă un tablou cu tema Triumful lui Venus. Acest tablou, înainte de a fi expediat la în Suedia, repurtează un succes răsunător la Salon. Tema zeiței Venus respiră exuberanță și are calitatea de a fi integrată pe fundaluri din cele mai variate, ea oferă în același timp artistului prilejul de a prezenta trupuri goale de femei, surprinse în diferite atitudini.  În scurtă vreme, de la Stockholm sosește o comandă pentru alte șase picturi destinate palatului regal.
În anul 1741, Boucher este angajat să colaboreze la decorarea palatului regelui Ludovic al XV-lea de la Choisy. Va picta în acest scop cincisprezece compoziții. Primește o rentă pe viață în valoare de 400 livre, sumă care va crește după doi ani la 600 livre. Boucher se ocupă și de scenografie, proiectând decoruri pentru spectacole de teatru, operă și balet. Se află în culmea gloriei și a carierei sale artistice.
În anul 1748 începe să lucreze pentru marchiza de Pompadour, care îi comandă decorarea sălii de mese din palatul de la Fontainebleau.

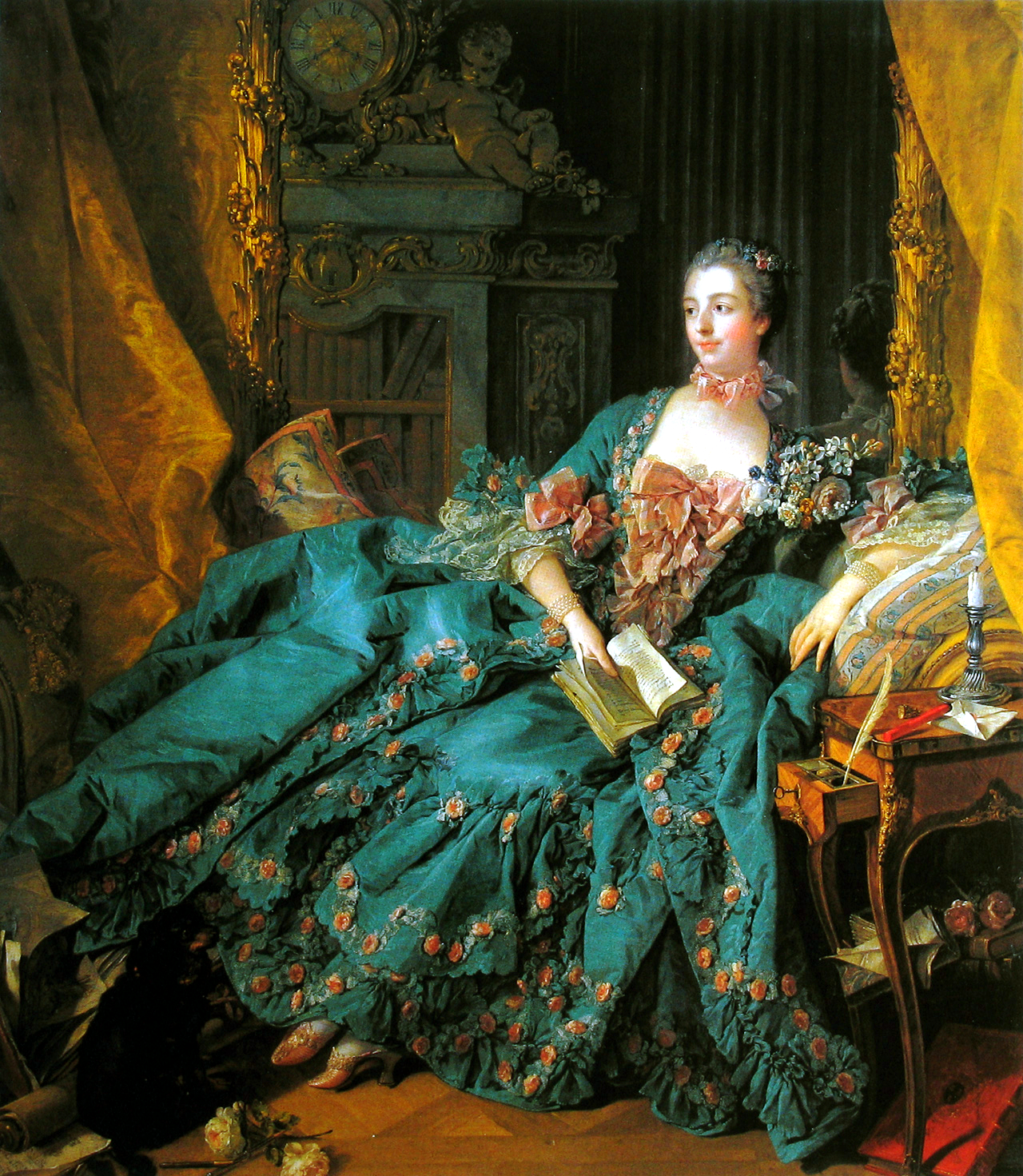
Marchiza de Pompadour, 1756 - Alte Pinakothek, München

În scurtă vreme, favorita regelui se erijează în protectoarea artistului. Marchiza are libertatea deplină de a lua hotărâri în sfera artei. Influenta doamnă îi încredințează numeroase lucrări de prestigiu, îl introduce în mediul înfloritor al manufacturilor regale. Datorită ei, Boucher pictează câteva dintre cele mai strălucite opere ale sale, printre care se numără numeroase portrete ale puternicei lui protectoare. În iunie 1752, marchiza obține pentru Boucher o locuință la Louvre. Un an mai târziu îi comandă două proiecte mari pentru "goblenuri" (Răsăritul soarelui și Apusul soarelui) și decorarea plafonului cabinetului Consiliului de Administrație. Apoi îi încredințează decorarea apartamentelor sale de la Bellevue⁠(d) și Crécy. Tot datorită ei, Boucher este numit în anul 1755 director artistic al celebrelor ateliere de țesături pariziene Gobelins (de unde provine numele renumitelor tapiserii). În același timp desenează multe motive ornamentale pe bibelouri de porțelan neemailate, produse de manufacturile de la Sèvres.
Începând din anul 1759, comentariile criticilor devin mai aspre. Cele mai înverșunate atacuri provin din partea filosofului Diderot, care preferă stilul neoclasic. În anul 1763 prezintă la Salon un număr de unsprezece tablouri, care vor avea un răsunet nefavorabil. Regele Ludovic al XV-lea își menține bunăvoința față de pictor și-i încredințează decorația palatului de la Crécy.
În anul 1766, inspectorul general al finanțelor, Randon de Boisset - colecționar al operelor lui Boucher - îl ia pe pictor cu sine în Olanda. Boucher resimte efectele vârstei. În august 1768 renunță la funcția de director al Academiei. Anul următor va mai prezenta un tablou la Salon. Moare pe 30 mai 1770 în apartamentul său de la Louvre.

### Galerie
Teme mitologice și alegorice

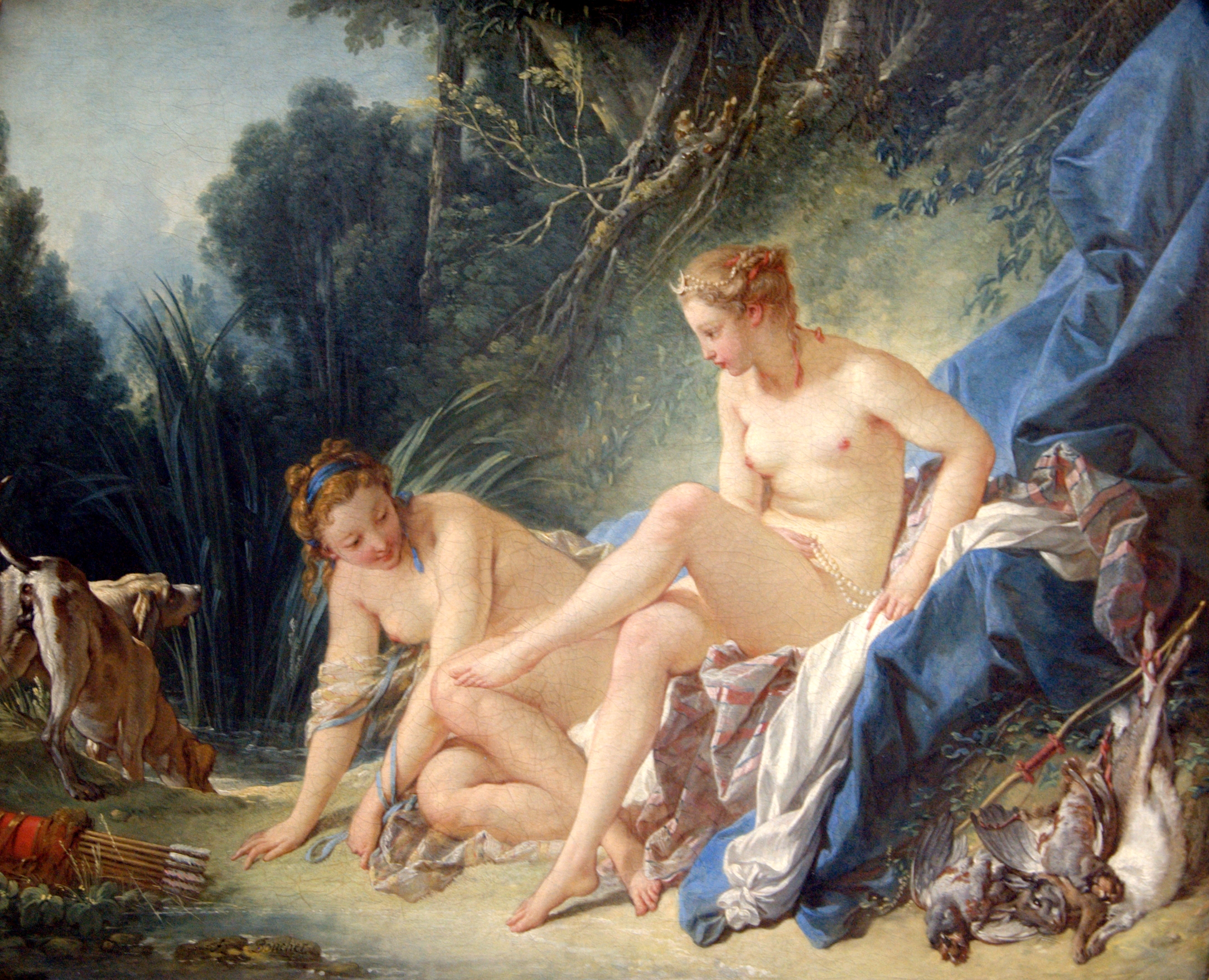
Diana ieşind din baie, 1742 - Muzeul Louvre, Paris
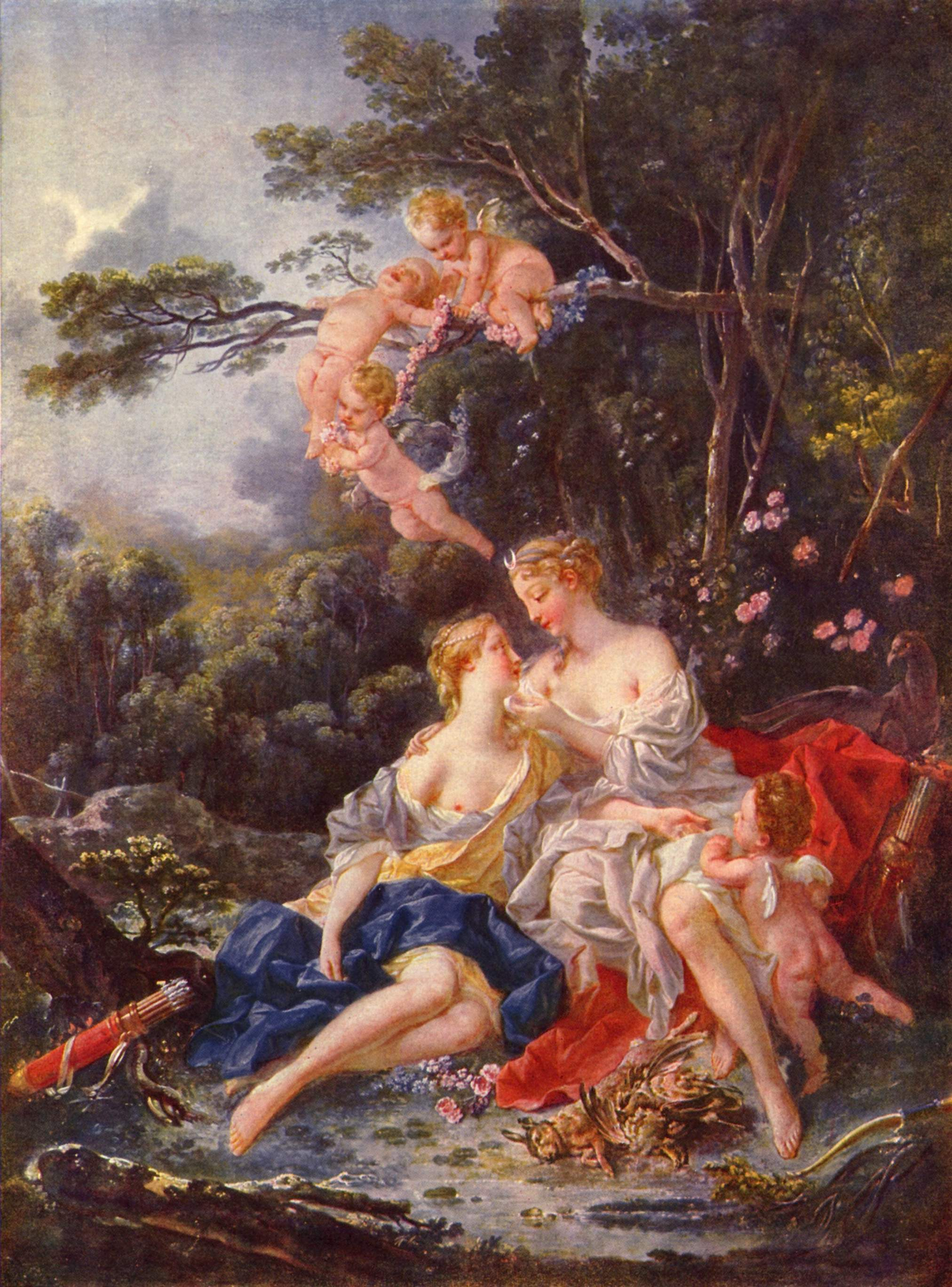
Jupiter şi Callisto, 1744 - Muzeul Pushkin, Moscova
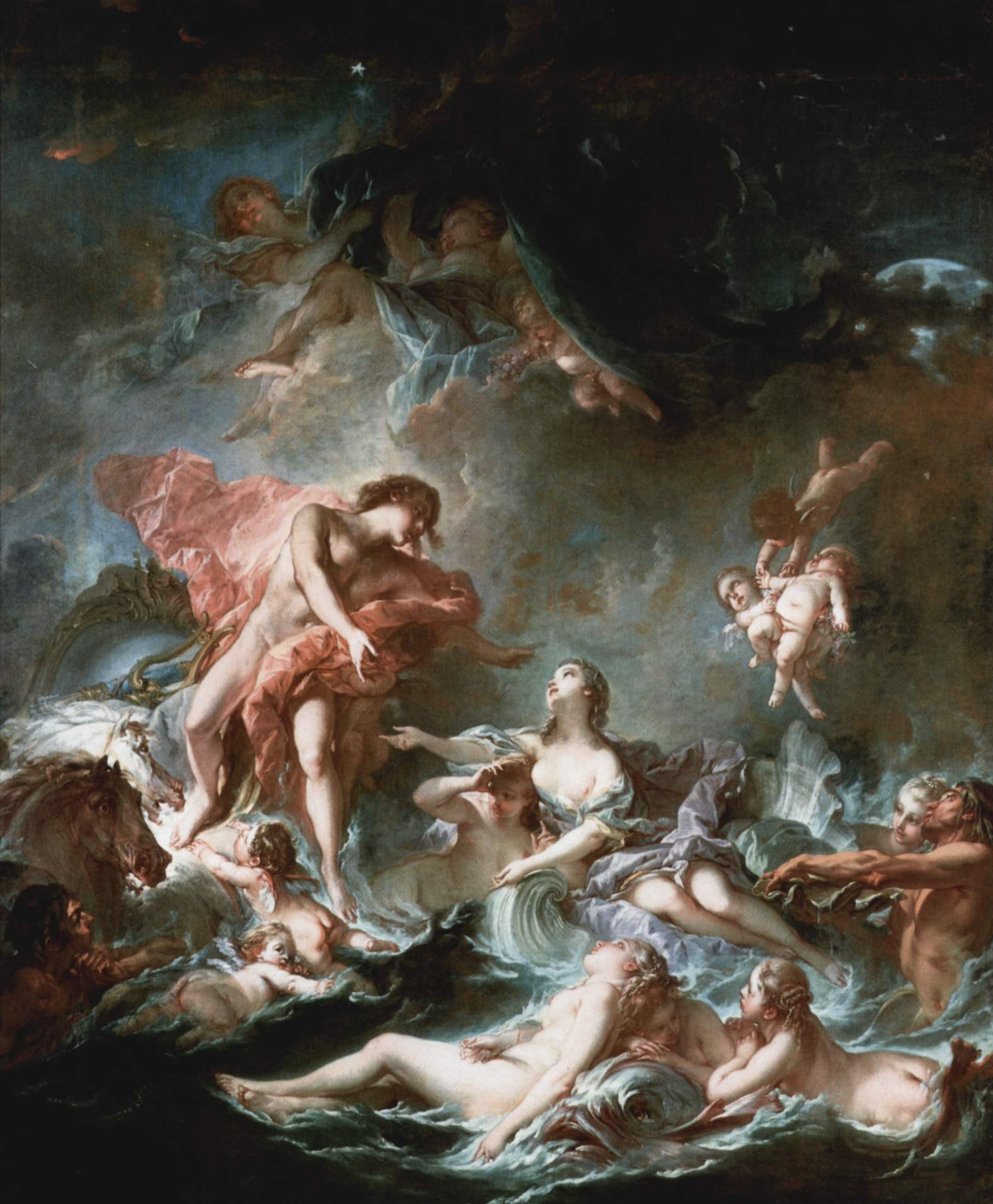
Apus de soare, 1748 - Wallace Collection, Londra
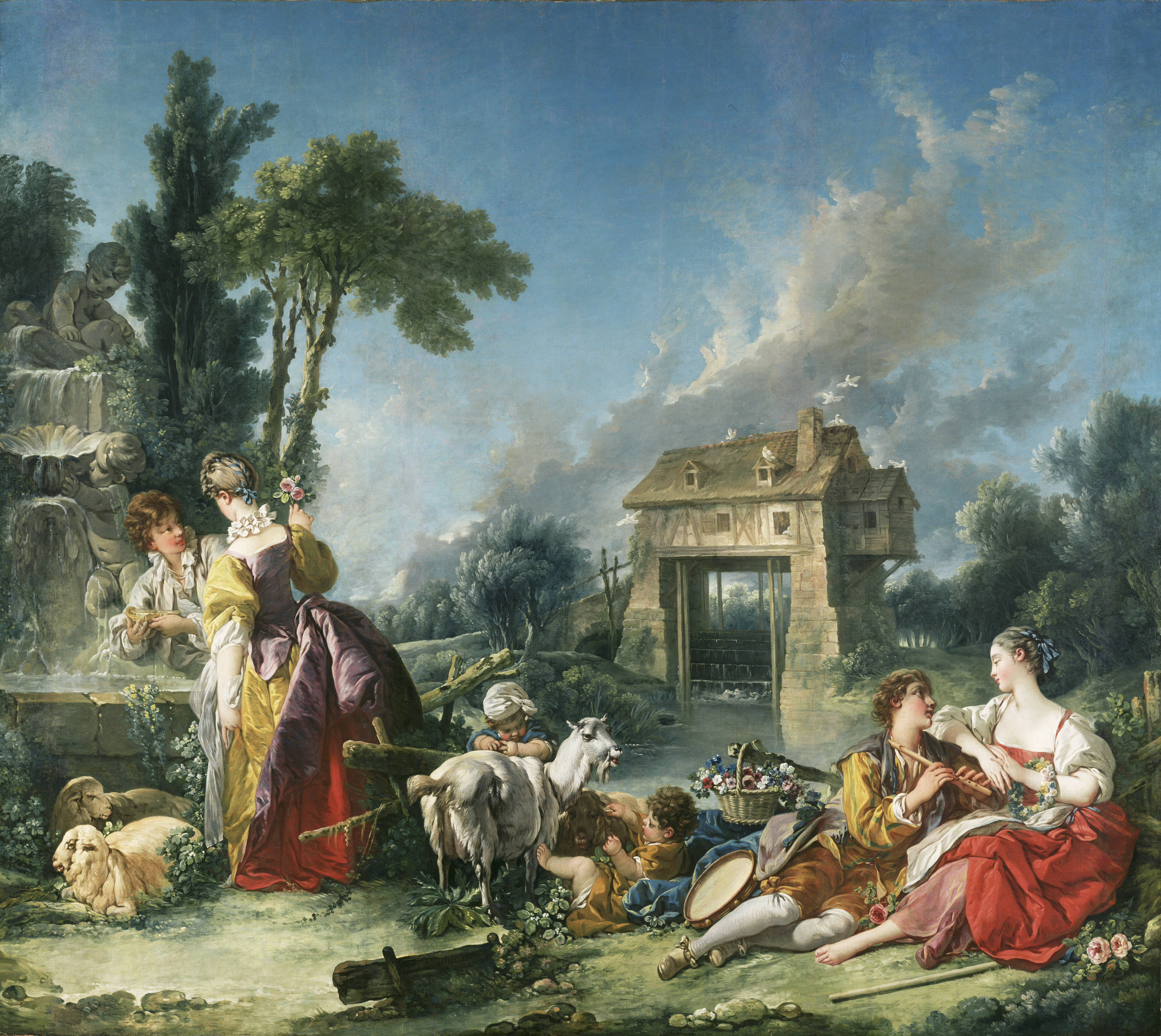
Fântâna iubirii, 1756

Portrete

Madame Bergeret, 1746 - National Gallery of Art, Washington D.C.
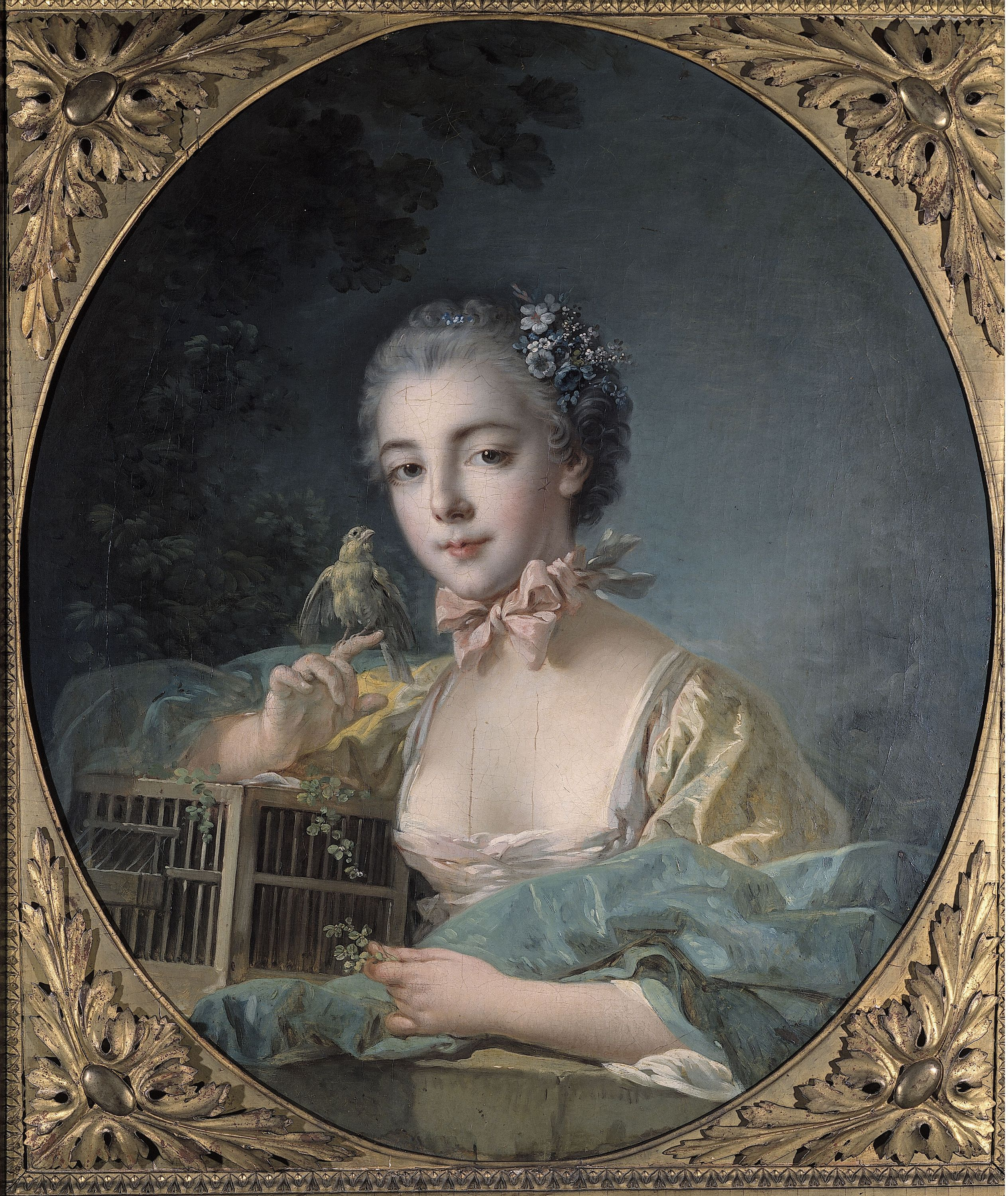
Madmoiselle Baudouin, fiica pictorului, 1760 - Muzeul Cognacq-Jay, Paris
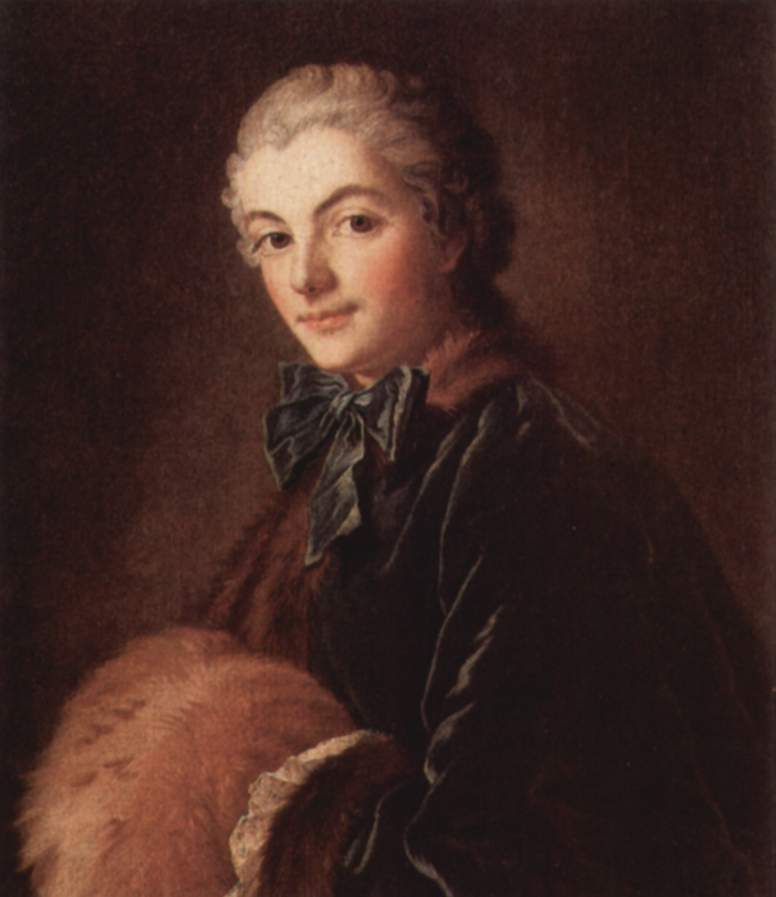
Doamnă cu manşon, 1750 - Muzeul Louvre, Paris
Marchiza de Pompadour, 1759 - Wallace Collection, Londra

Teme erotice

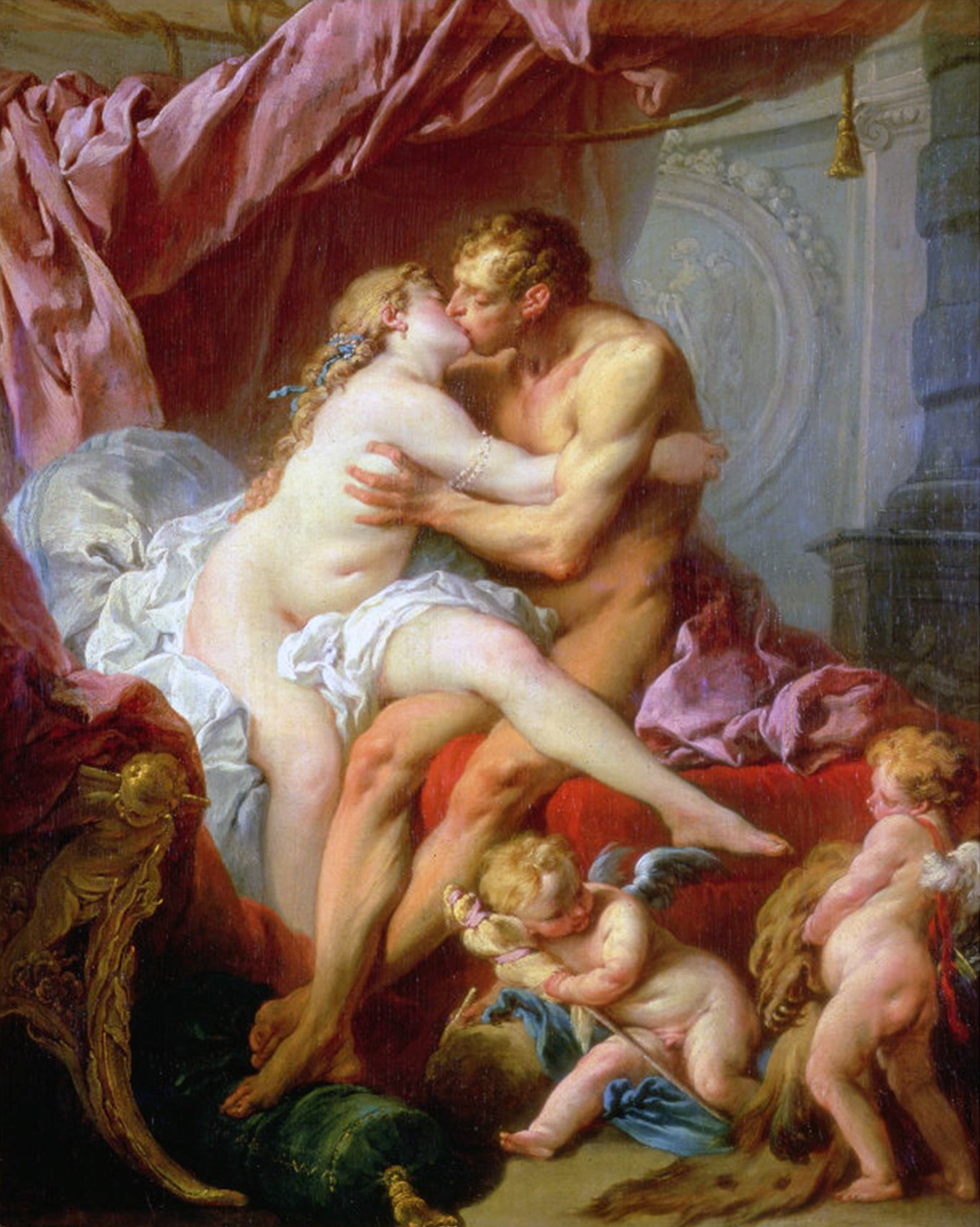
Hercule şi Omfala, 1735 - Muzeul Pushkin, Moscova
Odalisca, 1745 - Muzeul Louvre, Paris
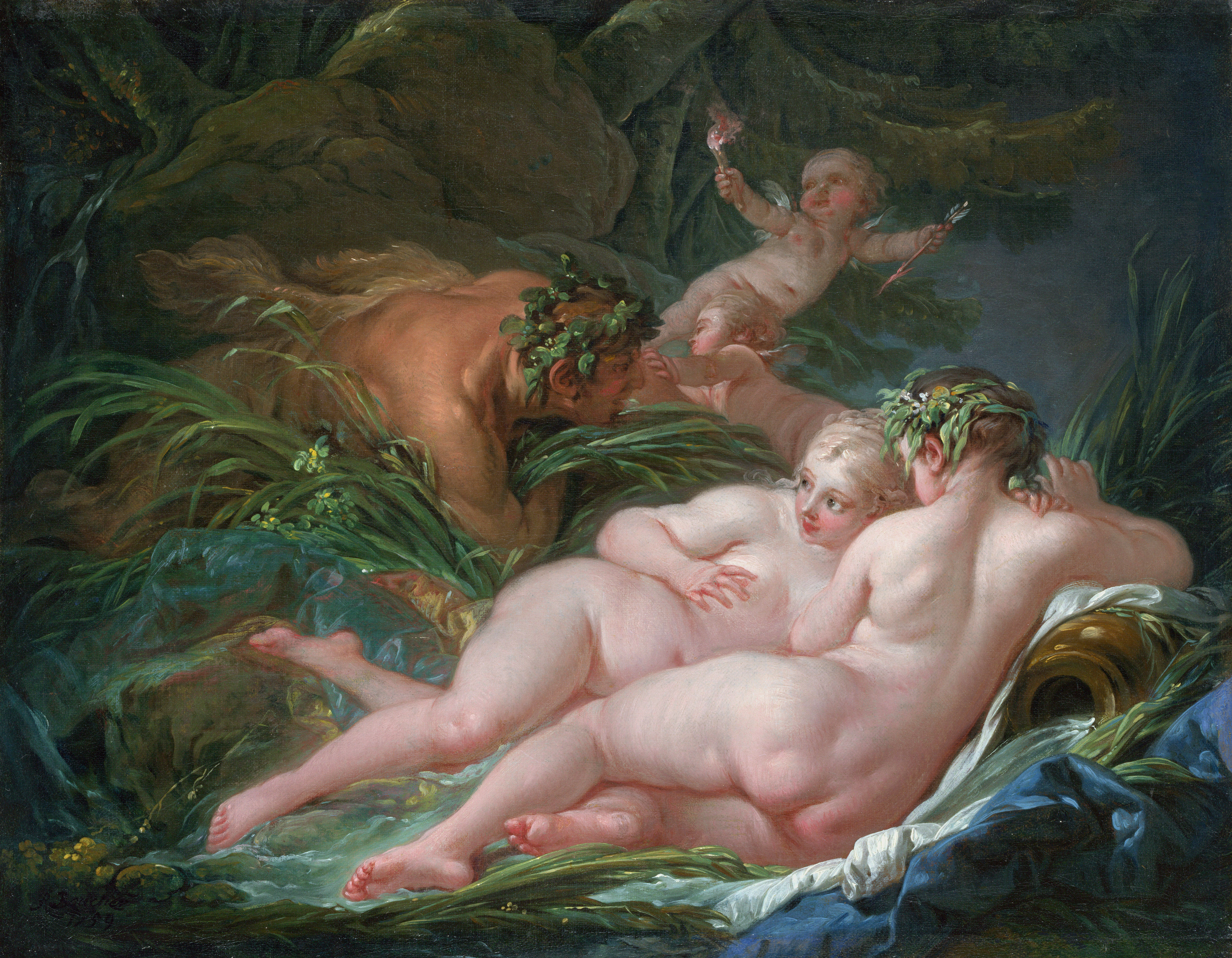
Pan şi Syrinx, 1759 - National Gallery, Londra

Peisaje

Peisaj din Beauvais, 1740 - Muzeul Ermitage, St. Petersburg
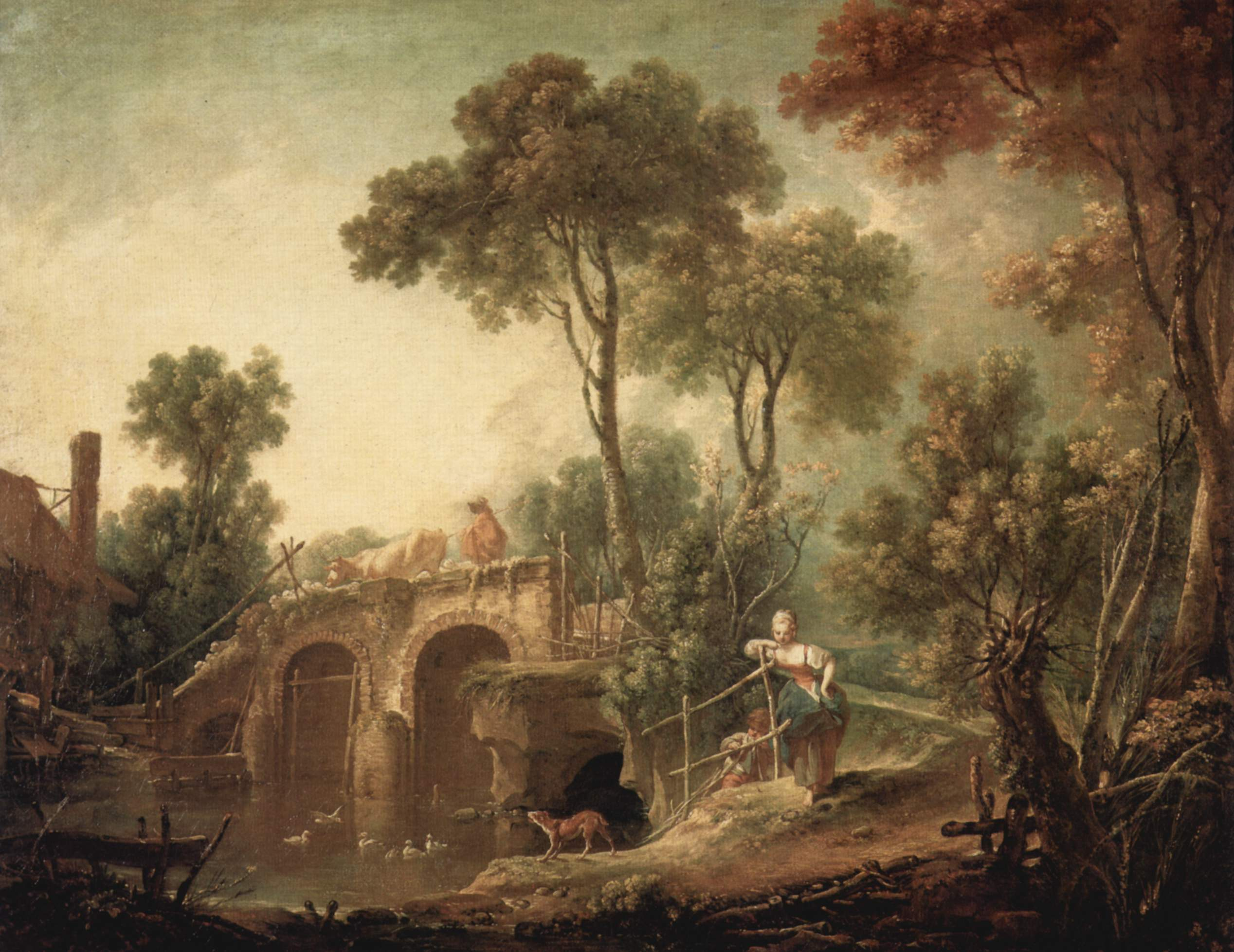
Podul, 1751 - Muzeul Louvre, Paris
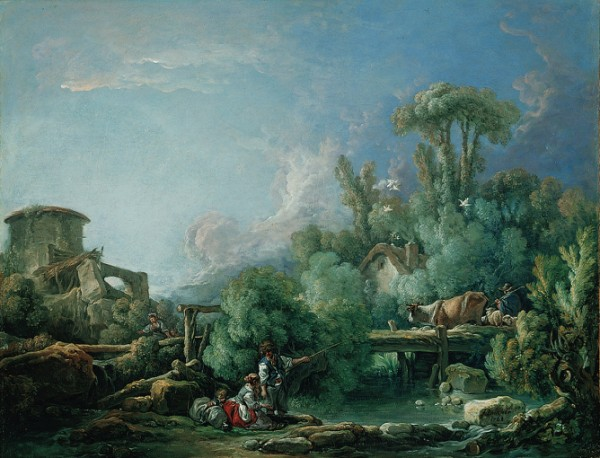
Pescarul galant, 1759 - Kunsthalle Hamburg
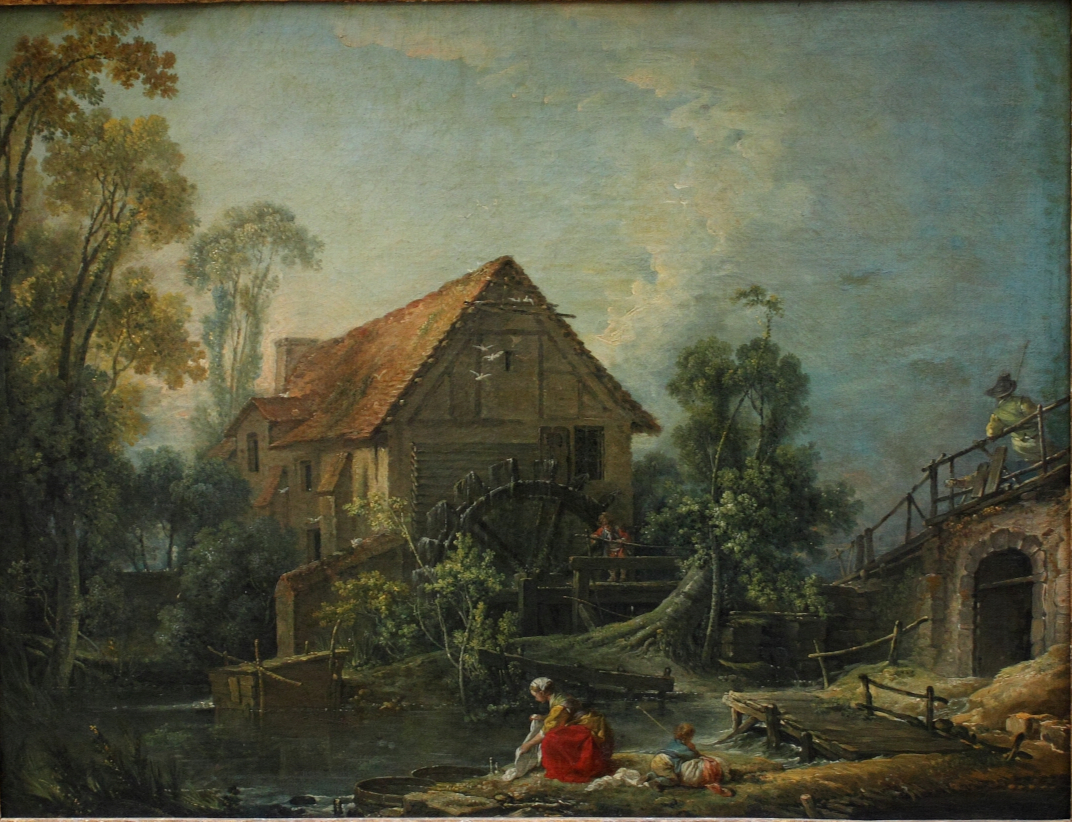
Moară de apă, 1751 - Muzeul Louvre, Paris